# Limnephilus germanus
Limnephilus germanus är en nattsländeart som beskrevs av Mclachlan 1875. Limnephilus germanus ingår i släktet Limnephilus och familjen husmasknattsländor. Arten är reproducerande i Sverige. Inga underarter finns listade i Catalogue of Life.